# Parco Olimpico di Londra

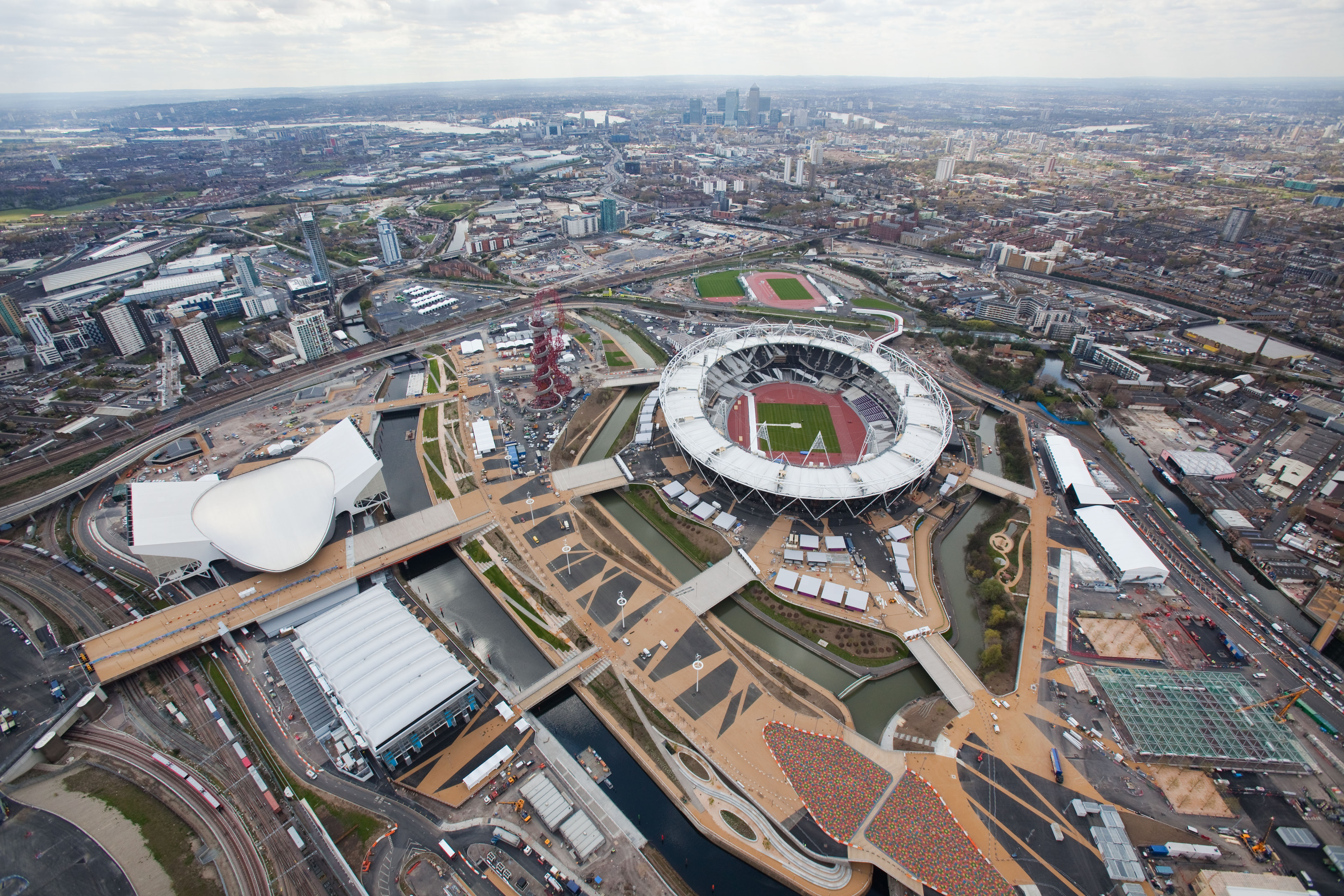
L'Olympic Park di Londra nel 2012

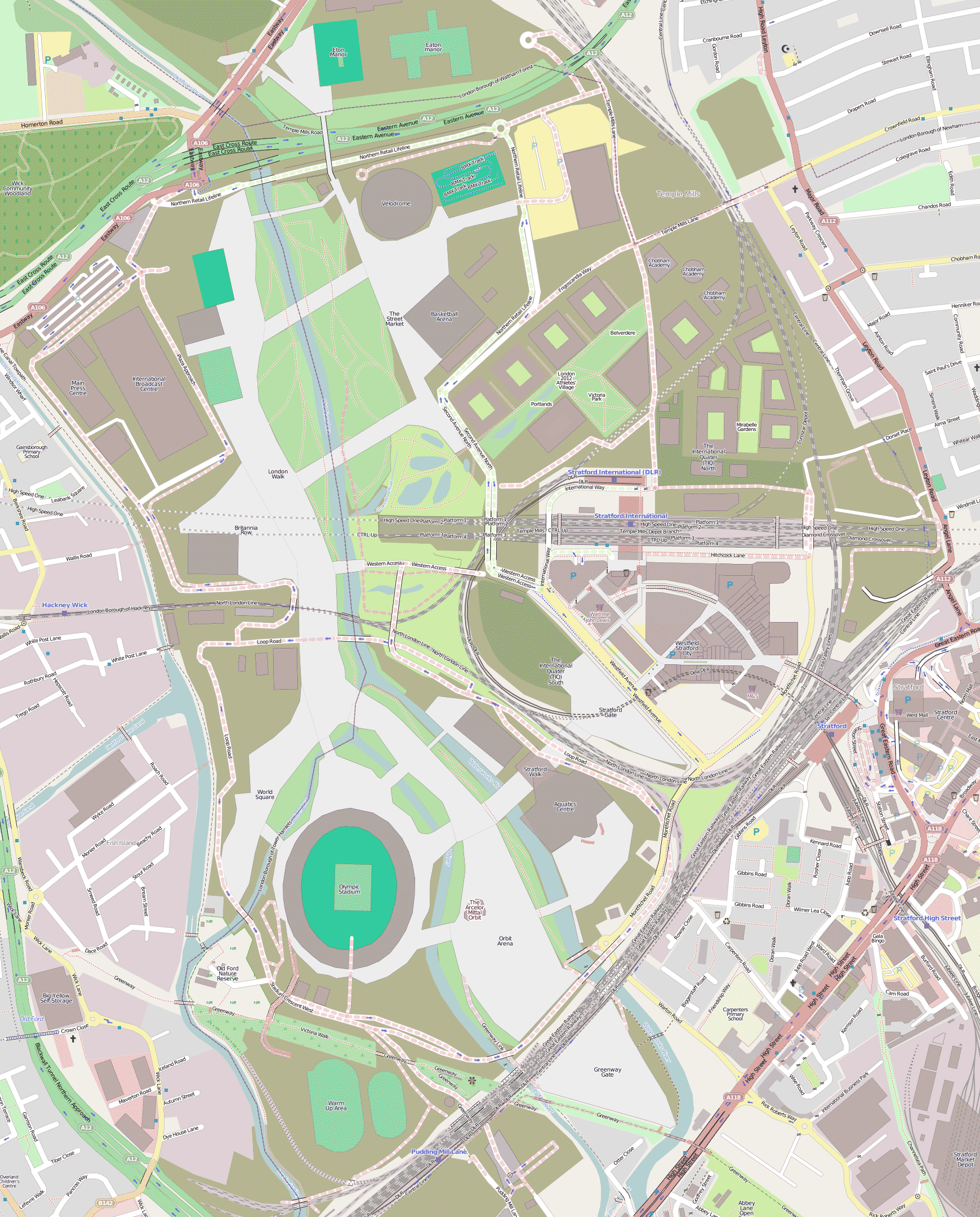
Mappa del parco olimpico nel 2012

Queen Elizabeth II Olympic Park (più semplicemente Olympic Park), è un complesso sportivo realizzato per le gare dei XXX Giochi olimpici e dei XIV Giochi paralimpici estivi, situato ad oriente della città di Stratford. Esso comprende il villaggio olimpico (ora zona residenziale chiamata East Village) nel quale venivano ospitati gli atleti provenienti da tutto il mondo e diversi impianti sportivi fra i quali lo stadio Olimpico ed il London Aquatics Centre. Il parco è ben visibile dall'alto dalla sommità della ArcelorMittal Orbit, una torre di osservazione (in cui è anche presente uno scivolo, The Slide). Il parco è intitolato alla regina Elisabetta II, a commemorazione del suo giubileo di diamante, anche se non è un parco reale di Londra.

## Ubicazione
Il sito insiste su parte delle aree di Stratford, Bow, Leyton e Hackney Wick nell'East London nei pressi dell'autostrada A12.

## Progetto e costruzione
Il parco è stato progettato dall'EDAW Consortium, in collaborazione con Arup e WS Atkins.

## Zone del parco

### Impianti sportivi
- London Aquatics Centre
- Copper Box
- Lee Valley VeloPark
- Olympic Stadium
- Lee Valley Hockey & Tennis Centre (precedentemente Eton Manor)

#### Impianti sportivi demoliti
- Basketball Arena
- Riverbank Arena (spostato nel Lee Valley Hockey & Tennis Centre)
- Water Polo Arena

### Uffici
- Here East (precedentemente London Olympics Media Center)
- 3 Mills Studios
- International Quarter London

### Strutture e parchi giochi
- ArcelorMittal Orbit
- Nandeville Place
- Tumbling Bay Playground
- Pleasure Gardens Playground

#### Strutture demolite
- Park Live

### Zone residenziali
- East Village (precedentemente usato come villaggio olimpico)
- Glasshouse Gardens
- Strand East
- Chobham Manor
- East Wick
- Sweetwater
- Strandford Waterfront
- Pudding Mill

### Ristoranti e bar
- The Podium Bar & Kitchen
- Timber Lodge Café
- The View Tube

### Scuole
- Cultural and Education District